# 隨機存取

比較隨機存取（下）及循序存取（上）。

隨機存取（英語：random access），亦稱直接存取（direct access），代表同一時間存取一組序列中的一個隨意元件。反之則稱循序存取，即是需要更多時間去存取一個遠端元件。介分兩者的傳統圖解就似比較一軸古代畫卷（循序︰所有在元件之前的物料必須事先捲開）及一本圖書（隨機︰可以隨時翻至任何一頁）。而更近現代的例子就如比較卡式磁帶（循序︰必須跳過前面的歌曲才可聆聽後面的歌曲）及一張CD（隨機︰可隨意跳至任意處）。不過，RAM一詞卻被用以作為電腦中的半導體晶片記憶體電路。
於數據結構中，隨機存取暗指可由一堆數字之中，能夠持續存取N值的能力，而且除了數組（及相關結構，例如動態陣列）以外，絕少數據結構能夠作出類似程序。另外，隨機存取對不少算法，如快速排序及二元搜尋而言不可或缺。其他數據結構，如合併排序，則憑隨機存取作出有效率的輸入、刪除抑或搜尋功能。